# Hermann Hoth
Hermann Hoth (født 12. april 1885 i Neuruppin, død 26. januar 1971 i Goslar) var en tysk officer, generaloberst under 2. verdenskrig, særlig succesfuld under felttoget mod Frankrig og på Østfronten. 
Efter 2. verdenskrig blev han under Nürnbergprocessen dømt for krigsforbrydelser og afsonede seks års fængsel. Han blev løsladt fra Landsberg-fængslet i 1954.

## Før 2. verdenskrig
Hermann Hoth blev født i Neuruppin i Preussen som søn af en sanitetsofficer i den preussiske hær. Han gik selv ind i den kongelige preussiske armé i 1903 og deltog i 1. verdenskrig. I mellemkrigstiden gjorde han tjeneste i Reichswehr, Weimarrepublikkens 100.000 mands store forsvarsstyrke. I 1935 blev han forfremmet til generalmajor i Wehrmacht og fik kommandoen over 18. Infanteridivision i Liegnitz.
10. november 1938 blev Hoth forfremmet til generalløjtnant og fik kommandoen over XV. motoriserede korps, som han ledede under angrebet på Polen 1. september 1939.